# 헤르만 브라슈틸
헤르만 브라슈틸(독일어: Hermann Wraschtil, 1880년 7월 15일 ~ 1950년 11월 9일)은 오스트리아의 육상 선수로 1900년 하계 올림픽에 참가했다.
파리에서 열린 올림픽에서 그는 두 종목에 출전했다. 1500m에서는 6위를 기록했으며 2500m 장애물 경기에서는 5위를 기록했다.